# Capriati a Volturno
Capriati a Volturno is een gemeente in de Italiaanse provincie Caserta (regio Campanië) en telt 1683 inwoners (31-12-2004). De oppervlakte bedraagt 18,4 km², de bevolkingsdichtheid is 92 inwoners per km².

## Demografie
Capriati a Volturno telt ongeveer 649 huishoudens. Het aantal inwoners daalde in de periode 1991-2001 met 5,7% volgens cijfers uit de tienjaarlijkse volkstellingen van ISTAT.
| Jaar | Inwoneraantal |
| ---- | ------------- |
| 1991 | 1746          |
| 2001 | 1647          |

## Geografie
Capriati a Volturno grenst aan de volgende gemeenten: Ciorlano, Fontegreca, Gallo Matese, Monteroduni (IS), Pozzilli (IS), Venafro (IS).